# Lhota pod Radčem
Lhota pod Radčem är en ort i Tjeckien.   Den ligger i regionen Plzeň, i den centrala delen av landet, 60 km sydväst om huvudstaden Prag. Lhota pod Radčem ligger 488 meter över havet och antalet invånare är 263.
Terrängen runt Lhota pod Radčem är platt åt nordost, men åt sydväst är den kuperad. Runt Lhota pod Radčem är det ganska tätbefolkat, med 120 invånare per kvadratkilometer. Närmaste större samhälle är Rokycany, 12,5 km sydväst om Lhota pod Radčem. I omgivningarna runt Lhota pod Radčem växer i huvudsak blandskog.